# Deer Forks n.º 232
Deer Forks n.º 232 es un municipio rural canadiense situado en la provincia de Saskatchewan.

## Superficie
Deer Forks n.º 232 tiene una superficie de 736,87 km².

## Demografía
En 2021, tenía 208 habitantes, una densidad poblacional de 0,3 hab./km², y 57 viviendas.